# Tour de la Provence 2020
Il Tour de la Provence 2020, quinta edizione della corsa, valevole come quarta prova dell'UCI ProSeries 2020 categoria 2.Pro, si svolse in quattro tappe, dal 13 al 16 febbraio 2020 su un percorso di 635,1 km, con partenza da Châteaurenard e arrivo ad Aix-en-Provence, nella regione Provenza-Alpi-Costa Azzurra in Francia. La vittoria fu appannaggio del colombiano Nairo Quintana, che completò il percorso in 15h31'50", alla media di 40,894 km/h, precedendo il russo Aleksandr Vlasov ed il kazako Aleksej Lucenko.
Sul traguardo di Aix-en-Provence 126 ciclisti, su 145 partiti da Châteaurenard, portarono a termine la competizione.

## Tappe
| Tappa  | Data        | Percorso                                 | km    | Vincitore di tappa | Leader cl. generale |
| ------ | ----------- | ---------------------------------------- | ----- | ------------------ | ------------------- |
| 1ª     | 13 febbraio | Châteaurenard > Saintes-Maries-de-la-Mer | 149,5 | Nacer Bouhanni     | Nacer Bouhanni      |
| 2ª     | 14 febbraio | Aubagne > La Ciotat                      | 174,9 | Aleksandr Vlasov   | Aleksandr Vlasov    |
| 3ª     | 15 febbraio | Istres > Mont Ventoux/Chalet Reynard     | 140,2 | Nairo Quintana     | Nairo Quintana      |
| 4ª     | 16 febbraio | Avignone > Aix-en-Provence               | 170,5 | Owain Doull        | Nairo Quintana      |
| Totale | Totale      | Totale                                   | 635,1 |                    |                     |

## Squadre e corridori partecipanti
| N.      | Cod. | Squadra                |
| ------- | ---- | ---------------------- |
| 1-7     | AST  | Astana Pro Team        |
| 11-17   | ALM  | AG2R La Mondiale       |
| 21-27   | CCC  | CCC Team               |
| 31-37   | COF  | Cofidis                |
| 41-47   | DQT  | Deceuninck-Quick Step  |
| 51-57   | EF1  | EF Pro Cycling         |
| 61-67   | GFC  | Groupama-FDJ           |
| 71-77   | INS  | Team Ineos             |
| 81-87   | ISN  | Israel Start-Up Nation |
| 91-97   | TJV  | Team Jumbo-Visma       |
| 101-107 | MOV  | Movistar Team          |

| N.      | Cod. | Squadra                  |
| ------- | ---- | ------------------------ |
| 111-117 | NTT  | NTT Pro Cycling Team     |
| 121-127 | SUN  | Team Sunweb              |
| 131-137 | TFS  | Trek-Segafredo           |
| 141-147 | PCB  | Team Arkéa-Samsic        |
| 151-157 | BVC  | B&B Hotels-Vital Concept |
| 161-167 | TDE  | Total Direct Énergie     |
| 171-177 | CWG  | Circus-Wanty Gobert      |
| 181-187 | NDP  | Nippo Delko Provence     |
| 191-197 | RLM  | Natura4Ever-Roubaix      |
| 201-207 | AUB  | St Michel-Auber 93       |

## Dettagli delle tappe

### 1ª tappa
- 13 febbraio: Châteaurenard > Saintes-Maries-de-la-Mer – 149,5 km

Risultati
| Pos. | Corridore       | Squadra | Tempo    |
| ---- | --------------- | ------- | -------- |
| 1    | Nacer Bouhanni  | Arkéa   | 3h16'35" |
| 2    | Jakub Mareczko  | CCC     | s.t.     |
| 3    | Giacomo Nizzolo | NTT     | s.t.     |

| Pos. | Corridore       | Squadra | Tempo    |
| ---- | --------------- | ------- | -------- |
| 1    | Nacer Bouhanni  | Arkéa   | 3h16'35" |
| 2    | Jakub Mareczko  | CCC     | a 4"     |
| 3    | Giacomo Nizzolo | NTT     | a 6"     |

### 2ª tappa
- 14 febbraio: Aubagne > La Ciotat – 174,9 km

Risultati
| Pos. | Corridore        | Squadra | Tempo    |
| ---- | ---------------- | ------- | -------- |
| 1    | Aleksandr Vlasov | Astana  | 4h30'57" |
| 2    | Wilco Kelderman  | Sunweb  | a 24"    |
| 3    | Aleksej Lucenko  | Astana  | s.t.     |

| Pos. | Corridore        | Squadra | Tempo    |
| ---- | ---------------- | ------- | -------- |
| 1    | Aleksandr Vlasov | Astana  | 7h47'22" |
| 2    | Wilco Kelderman  | Sunweb  | a 28"    |
| 3    | Aleksej Lucenko  | Astana  | a 30"    |

### 3ª tappa
- 15 febbraio: Istres > Mont Ventoux/Chalet Reynard – 140,2 km

Risultati
| Pos. | Corridore       | Squadra | Tempo    |
| ---- | --------------- | ------- | -------- |
| 1    | Nairo Quintana  | Arkéa   | 3h36'26" |
| 2    | Aleksej Lucenko | Astana  | a 1'28"  |
| 3    | Hugh Carthy     | EF      | s.t.     |

| Pos. | Corridore        | Squadra | Tempo     |
| ---- | ---------------- | ------- | --------- |
| 1    | Nairo Quintana   | Arkéa   | 11h24'12" |
| 2    | Aleksandr Vlasov | Astana  | a 1'04"   |
| 3    | Aleksej Lucenko  | Astana  | a 1'28"   |

### 4ª tappa
- 16 febbraio: Avignone > Aix-en-Provence – 170,5 km

Risultati
| Pos. | Corridore        | Squadra    | Tempo    |
| ---- | ---------------- | ---------- | -------- |
| 1    | Owain Doull      | Ineos      | 4h07'32" |
| 2    | Matthias Brändle | Israel     | s.t.     |
| 3    | Ian Garrison     | Deceuninck | a 2"     |

| Pos. | Corridore        | Squadra | Tempo     |
| ---- | ---------------- | ------- | --------- |
| 1    | Nairo Quintana   | Arkéa   | 15h31'50" |
| 2    | Aleksandr Vlasov | Astana  | a 1'04"   |
| 3    | Aleksej Lucenko  | Astana  | a 1'28"   |

## Evoluzione delle classifiche
| Tappa              | Vincitore          | Classifica generale Maglia multicolore | Classifica a punti Maglia nera | Classifica scalatori Maglia blu | Classifica giovani Maglia verde | Classifica a squadre |
| ------------------ | ------------------ | -------------------------------------- | ------------------------------ | ------------------------------- | ------------------------------- | -------------------- |
| 1ª                 | Nacer Bouhanni     | Nacer Bouhanni                         | Nacer Bouhanni                 | Charlie Quarterman              | Charlie Quarterman              | Team Sunweb          |
| 2ª                 | Aleksandr Vlasov   | Aleksandr Vlasov                       | Aleksandr Vlasov               | Jonas Koch                      | Aleksandr Vlasov                | Astana Pro Team      |
| 3ª                 | Nairo Quintana     | Nairo Quintana                         | Aleksandr Vlasov               | Jonas Koch                      | Aleksandr Vlasov                | Astana Pro Team      |
| 4ª                 | Owain Doull        | Nairo Quintana                         | Aleksej Lucenko                | Jonas Koch                      | Aleksandr Vlasov                | Astana Pro Team      |
| Classifiche finali | Classifiche finali | Nairo Quintana                         | Aleksej Lucenko                | Jonas Koch                      | Aleksandr Vlasov                | Astana Pro Team      |

Maglie indossate da altri ciclisti in caso di due o più maglie vinte
- Nella 2ª tappa Jakub Mareczko ha indossato la maglia nera al posto di Nacer Bouhanni e Johan Jacobs ha indossato quella verde al posto di Charlie Quarterman.
- Nella 3ª tappa Wilco Kelderman ha indossato la maglia nera al posto di Aleksandr Vlasov e Alex Aranburu ha indossato quella verde al posto di Aleksandr Vlasov.
- Nella 4ª tappa Eddie Dunbar ha indossato la maglia verde al posto di Aleksandr Vlasov.

## Classifiche finali

### Classifica generale - Maglia multicolore
| Pos. | Corridore        | Squadra  | Tempo     |
| ---- | ---------------- | -------- | --------- |
| 1    | Nairo Quintana   | Arkéa    | 15h31'50" |
| 2    | Aleksandr Vlasov | Astana   | a 1'04"   |
| 3    | Aleksej Lucenko  | Astana   | a 1'28"   |
| 4    | Hugh Carthy      | EF       | a 1'38"   |
| 5    | Wilco Kelderman  | Sunweb   | a 2'16"   |
| 6    | Eddie Dunbar     | Ineos    | a 2'21"   |
| 7    | Thibaut Pinot    | Groupama | a 2'22"   |
| 8    | Sepp Kuss        | Jumbo    | a 2'26"   |
| 9    | Jesús Herrada    | Cofidis  | s.t.      |
| 10   | David Gaudu      | Groupama | a 2'35"   |

### Classifica a punti - Maglia nera
| Pos. | Corridore        | Squadra | Punti |
| ---- | ---------------- | ------- | ----- |
| 1    | Aleksej Lucenko  | Astana  | 30    |
| 2    | Aleksandr Vlasov | Astana  | 24    |
| 3    | Nairo Quintana   | Arkéa   | 20    |
| 4    | Wilco Kelderman  | Sunweb  | 18    |
| 5    | Owain Doull      | Ineos   | 15    |

### Classifica scalatori - Maglia blu
| Pos. | Corridore      | Squadra  | Punti |
| ---- | -------------- | -------- | ----- |
| 1    | Jonas Koch     | CCC      | 18    |
| 2    | Victor Lafay   | Cofidis  | 14    |
| 3    | Romain Combaud | Nippo    | 13    |
| 4    | Johan Jacobs   | Movistar | 8     |
| 5    | Nairo Quintana | Arkéa    | 7     |

### Classifica giovani - Maglia verde
| Pos. | Corridore        | Squadra  | Tempo     |
| ---- | ---------------- | -------- | --------- |
| 1    | Aleksandr Vlasov | Astana   | 15h32'54" |
| 2    | Eddie Dunbar     | Ineos    | a 1'17"   |
| 3    | David Gaudu      | Groupama | a 1'31"   |
| 4    | A. Paret-Peintre | AG2R     | a 1'40"   |
| 5    | Niklas Eg        | Trek     | a 2'46"   |

### Classifica a squadre
| Pos. | Squadra          | Tempo     |
| ---- | ---------------- | --------- |
| 1    | Astana Pro Team  | 46h43'02" |
| 2    | Groupama-FDJ     | a 1'55"   |
| 3    | EF Pro Cycling   | a 2'38"   |
| 4    | Team Sunweb      | a 3'42"   |
| 5    | Team Jumbo-Visma | a 3'49"   |